# Cadorna FN
Cadorna FN (Triennale) – stacja przesiadkowa mediolańskiego metra między liniami M1 oraz M2. Znajduje się na piazzale Luigi Cadorna, w pobliżu stacji Milano Cadorna, w Mediolanie. Stacja M1 zlokalizowana jest pomiędzy przystankami Cairoli i Conciliazione, natomiast stacja M2 między przystankami Lanza oraz Sant’Ambrogio. Starszą część otwarto w 1964 roku, nowszą - w 1978 roku.